# Fantometka (serial animowany)
Fantometka (serial animowany) (oryg. Fantômette) – francuski serial animowany z 1999 roku. Seria liczy 26 odcinków.

## Opis fabuły
Frankie to czternastoletnia dziewczyna, na pierwszy rzut oka jest zwykłą nastolatką, wiodącą spokojne życie u boku swojej rodziny. Jest wzorową uczennicą, której życie nie różni się od tego, wiedzionego przez jej rówieśniczki. Jednak w rzeczywistości, gdy zachodzi taka potrzeba, Frankie zmienia się w słynną Fantometkę, dziewczynkę o nieprzeciętnych umiejętnościach. Jest swego rodzaju nastoletnim odpowiednikiem superbohaterów pokroju Supermana czy Batmana. Fantometka, ratując świat przed niesprawiedliwością i występkiem, przeżywa wiele niesamowitych przygód. Serial jest wysokiej jakości animacją, zachowuje świetne tempo akcji.

## Wersja polska
Opracowanie wersji polskiej: Start International Polska

Reżyseria: Ewa Złotowska
Kierownictwo produkcji: Paweł Araszkiewicz
W Wersji polskiej udział wzięli:
- Frankie/Fantometka – Elżbieta Jędrzejewska
- Sokół/Alexander Chesterfield – Paweł Iwanicki
- Pani Chesterfield – Anna Apostolakis
- Pan Srebrna Maska – Łukasz Nowicki
- Furet – Mieczysław Morański
- Soze – Mirosław Zbrojewicz
- komisarz Filloire – Marek Obertyn
- Burmistrz – Paweł Szczesny
- Nitka – Dorota Lanton

## Postacie
- Frankie/ Fantometka – na pozór zwyczajna nastolatka zmienia się w superbohaterkę Fantometkę o niezwykłych umiejętnościach. Jest energiczna i nosi czarny kostium. Jeździ na skuterze.
- Arnold – bohater kreskówki Hej Arnold!. Występuje w jednym odcinku, ratując świat.
- Pan Srebrna Maska – główny czarny charakter serii. Ukrywa twarz i ciało pod srebrną zbroją.

## Spis odcinków
| Nr | Polski tytuł                 | Francuski tytuł                |  |
| -- | ---------------------------- | ------------------------------ |  |
|    |                              |                                |  |
| 01 | Prawdziwie szatańska intryga | L’Affaire Vitenform            |  |
|    |                              |                                |  |
| 02 | Niesamowici bliźniacy        | Les Jumeaux de l’impossible    |  |
|    |                              |                                |  |
| 03 | Jak dwie krople wody         | Fantômette contre Fantômette   |  |
|    |                              |                                |  |
| 04 | Kasownik pamięci             | L’Effaceur de souvenir         |  |
|    |                              |                                |  |
| 05 | Pięć kluczy do Kephren       | Les Cinq Clés de Kephren       |  |
|    |                              |                                |  |
| 06 | Klątwa mumii                 | La Malédiction de la momie     |  |
|    |                              |                                |  |
| 07 | Feelwell odchodzi            | Filloire broie du noir         |  |
|    |                              |                                |  |
| 08 | Fantometka gasi Płomień      | Fantômette tire les ficelles   |  |
|    |                              |                                |  |
| 09 | Dyna i Rolingsi              | Dyna et les Rolling Fruts      |  |
|    |                              |                                |  |
| 10 | Złota promenada              | Rue du Pactole                 |  |
|    |                              |                                |  |
| 11 | Igranie z ogniem             | Le furet joue avec le feu      |  |
|    |                              |                                |  |
| 12 | Podstępna żmija              | Le Cœur du serpent             |  |
|    |                              |                                |  |
| 13 | Dziwny przypadek doktora K.  | L’Étrange cas du Docteur K     |  |
|    |                              |                                |  |
| 14 | Noc aniołów                  | La Nuit des anges              |  |
|    |                              |                                |  |
| 15 | Elektroniczny szantaż        | Chantage sur Furtive-Ville     |  |
|    |                              |                                |  |
| 16 | Widmo przeszłości            | Le Retour du passé             |  |
|    |                              |                                |  |
| 17 | Tajemnica państwa Dupont     | Le Mystère Dupont              |  |
|    |                              |                                |  |
| 18 | Zaginione klejnoty           | Le venin du mécène             |  |
|    |                              |                                |  |
| 19 | Podniebne akrobacje          | Haute voltige                  |  |
|    |                              |                                |  |
| 20 | Echo przeszłości             | L’Évadé des souvenirs          |  |
|    |                              |                                |  |
| 21 | Uwolnić Sokoła               | Pour sauver Œil de Lynx        |  |
|    |                              |                                |  |
| 22 | Fałszywe pieniądze           | À côté de la plaque            |  |
|    |                              |                                |  |
| 23 | Porwanie                     | L’Enlèvement                   |  |
|    |                              |                                |  |
| 24 | Zaginiona sowa               | Chouette histoire              |  |
|    |                              |                                |  |
| 25 | Sobowtór                     | Faux-semblants                 |  |
|    |                              |                                |  |
| 26 | W poszukiwaniu prawdy        | La vérité est au fond du puits |  |
|    |                              |                                |  |